# Ultimo incontro
Ultimo incontro è un film del 1951 diretto da Gianni Franciolini.
Il film è ispirato al romanzo La biondina di Marco Praga (1893), ambientato però in epoca contemporanea.

## Trama
Milano. La moglie di un meccanico e collaudatore di automobili dell'Alfa Romeo diventa l'amante di un pilota. I due decidono di fuggire insieme in Argentina, ma all'ultimo momento la donna ha dei ripensamenti e non trova più il coraggio di compiere questo passo, ben sapendo che la sua partenza costituirebbe un duro colpo per il marito. Decisa a restare, fa avere tramite una sua cara amica un biglietto all'amante per comunicargli la decisione: lui lo riceve proprio mentre sta cominciando dei collaudi di alta velocità sulla pista ovale del circuito di Monza: ne rimane talmente sconvolto al punto da perdere il controllo della vettura, che sbanda in un incidente mortale.
In un primo momento la donna rimane segnata dal dolore, ma a poco a poco si riprende grazie all'affetto che il marito, rimasto totalmente ignaro della relazione adulterina, le dimostra. Ma la serenità appena conquistata inizia ad offuscarsi quando compare un ricattatore, il quale ha casualmente scovato il biglietto della donna nelle tasche della giacca del pilota deceduto, e inizia a ricattarla con richieste sempre più pressanti di denaro: in caso contrario mostrerà la lettera al marito. La moglie tenta di raggranellare in breve tempo la somma necessaria per mettere a tacere l'individuo; ma alla fine, disperata, si rassegna a prostituirsi in una lussuosa casa clandestina di piacere, sistemata in un atelier di moda. La cosa andrà avanti – tra i sospetti di lui, e la sofferenza di lei – per un certo tempo, fino a quando un socio di affari del marito gli dice di essere stato cliente di Lina. Recatosi, finto cliente, nella casa di tolleranza, si indigna nel vedere quel letto dal baldacchino-specchio, e decide di ucciderla; la colpisce, ferendola mortalmente. Prima di spirare, la moglie confessa al marito tutta la verità e ne ottiene il perdono tra le lacrime, poiché troppo tardi ne comprende il sacrificio da lei fatto. Porta via la salma della coniuge, e va a costituirsi.

## Produzione
Il film, ascrivibile al filone melodrammatico-sentimentale detto popolarmente strappalacrime (molto in voga in quegli anni tra il pubblico italiano, in seguito ribattezzato dalla critica con il termine neorealismo d'appendice) venne girato per gli interni negli Studi Ponti-De Laurentiis di Roma e per gli esterni a Milano ed al circuito automobilistico di Monza.
Fu il primo film girato da Alida Valli al suo rientro in Italia, dopo la sua non troppo fortunata parentesi hollywoodiana.
Il co-protagonista Jean-Pierre Aumont è qui doppiato da un giovane ed allora esordiente Marcello Mastroianni, nella sua unica esperienza come doppiatore.
Iscritto al Pubblico registro cinematografico con il n. 987, venne presentato alla Commissione di Revisione Cinematografica il 19 settembre 1951 e ottenne il visto di censura dieci giorni più tardi, il n. 10.596 del 29 settembre 1951, con una lunghezza dichiarata della pellicola di 2.423 metri ed effettiva di 2.341 metri, vietandola ai minori di 16 anni: non conosciamo in cosa consistono gli 82 metri espunti della pellicola.

## Distribuzione
Il film venne distribuito nel circuito cinematografico italiano il 24 ottobre del 1951.
Venne distribuito poi anche in Germania Ovest, dove venne presentato con il titolo Erotik, il 25 luglio 1952, ed in Francia, in cui venne proiettato con il titolo Dernier rendez-vous, a partire dal 27 maggio 1953.
Fu distribuito anche nei paesi anglofoni con il titolo Last Meeting.
La pellicola venne pubblicata in VHS dalla RCS Home Video; nella fascetta era intitolato L'ultimo incontro, ma nei titoli di testa la dicitura è Ultimo incontro. Non risulta essere stato pubblicato in formato DVD e Blu-ray.

## Accoglienza
Il film ebbe un buon successo di pubblico, incassando 414.000.000 di lire dell'epoca.

## Altri tecnici
- Arredatore: Flavio Mogherini
- Aiuto regista: Giorgio Capitani, Marcello Caracciolo Di Laurino
- Operatore: Alberto Fusi
- Direttore di produzione: Bruno Todini
- Ispettore di produzione: Nicolò Pomilia
- Segretaria di edizione: Ines Brusci
- Fonico: Aldo Calpini, su registrazione sonora della Westrex Electric
- Sviluppo e stampa: Ettore Catalucci per la S.P.E.S., su pellicola Ferrania Pancro C7